# Borampalli, Homnabad
Borampalli là một làng thuộc tehsil Homnabad, huyện Bidar, bang Karnataka, Ấn Độ.